# Heinrich Frans Angelo Antoine-Feill
Heinrich Frans Angelo Antoine-Feill (* 12. Januar 1819 in Hamburg; † 7. Mai 1902 ebenda) war ein deutscher Rechtsanwalt und Kunstsammler.

## Leben
Antoine-Feill war der Sohn von Joseph Antoine, einem Angehörigen der Besatzungsmacht während der Hamburger Franzosenzeit. Dessen Gattin Henriette Charlotte Fürth war seine Mutter. Am 17. Dezember 1819 wurde die Ehe der Eltern geschieden und seine Mutter bezog fortan ihr Einkommen aus einer Tätigkeit als Putzmacherin mit einem Geschäft am Jungfernstieg. Die Mutter heiratete am 19. Mai 1834 ihren Nachbarn, den Hamburger Kaufmann Georg Heinrich Simon Christian Feill. Daher führte Heinrich Frans Angelo den Doppelnamen Antoine-Feill.
Nach einer Schulzeit an dem angesehenen Erziehungsinstitut von Daniel Gottlieb Prömmel ließ sich Antoine-Feill auf Wunsch seines Stiefvaters zum Kaufmann ausbilden. Am 24. September 1838 erhielt er in dessen Firma Prokura und wurde am 12. Januar 1842 Teilhaber. Das Unternehmen firmierte nun als George Feill & Co. und war spezialisiert auf die Einfuhr von französischen Manufakturwaren. Auf Geschäftsreisen durch Deutschland, Frankreich, Schweden, England und Holland konnte Antoine-Feill umfangreiche Fremdsprachenkenntnisse erwerben.
Durch den Hamburger Brand wurde 1842 das Haus von Georg Feill am Jungfernstieg zerstört. Beim Wiederaufbau des Gebäudes kam es zu einer juristischen Auseinandersetzung mit der Kämmerei, bei der Antoine-Feill die Firma vor dem Niedergericht vertrat. Angeregt durch diese Erfahrung entschloss er sich 1844 zu einem Studium der Rechtswissenschaft und besuchte die Universität, zuerst in Berlin und dann ab 25. Oktober 1845 in Heidelberg. Im August 1846 wurde er an der Universität Heidelberg mit „summa cum laude“ zum Dr. jur. promoviert. Am 25. September 1846 erwarb er das Hamburger Bürgerrecht. Antoine-Feill wurde am 2. Oktober 1846 in Hamburg als Advokat immatrikuliert, er gründete im Haus seines Stiefvaters eine Praxis und war bis Mitte der 1880er Jahre anwaltlich tätig.
Am 23. April 1854 heiratete Antoine-Feill seine Cousine Therese Mathilde Bruce, deren Mutter die Schwester von Antoine-Feills Mutter war. Aus dieser Ehe gingen zwei Söhne und eine Tochter hervor. Anfang der 1860er Jahre gab er das Domizil am Jungfernstieg auf und erwarb für die Familie das Haus am Neuen Jungfernstieg 10. Zudem mietete er ein Sommerhaus in Eppendorf. Einer seiner Söhne war der Rechtsanwalt und Mäzen Heinrich Nils Antoine-Feill (1855–1922), der 1879 als Partner in seine Kanzlei eintrat.
Antoine-Feill gehörte von 1859 bis 1865 der Hamburgischen Bürgerschaft als Abgeordneter an. Dort fungierte er 1864 und 1865 als Schriftführer.
Besondere Anerkennung fand seine Kompetenz auf dem Gebiet des Handels- und Seerechts. Er war einige Jahre Vorsitzender des Nautischen Vereins. Seit 1879 fungierte Antoine-Feil zunächst als stellvertretender Vorsitzender der Hanseatischen Anwaltskammer und nach dem Tod von Isaac Wolffson wurde er 1895 als dessen Nachfolger zum ersten Vorsitzenden gewählt.

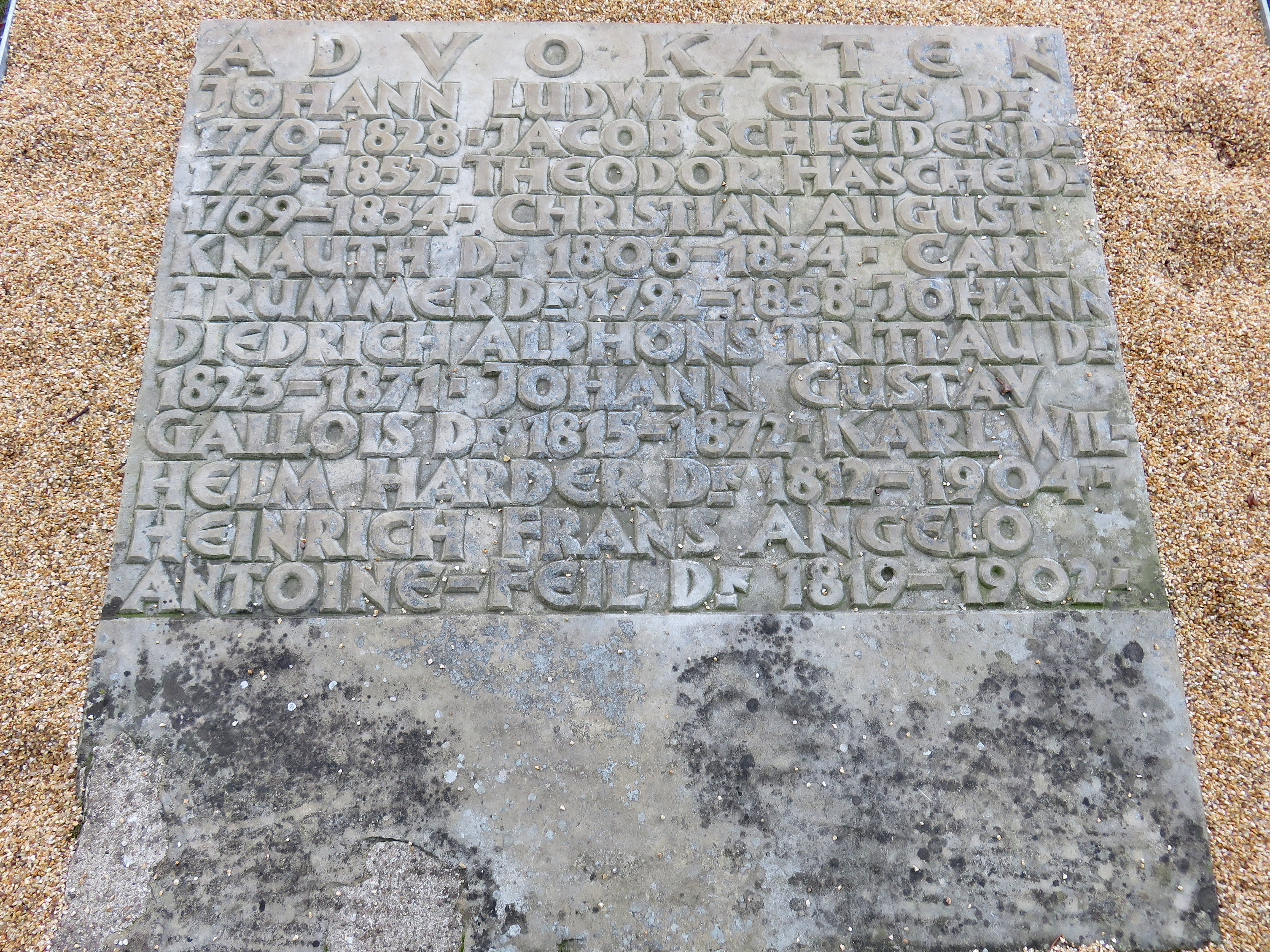
„Heinrich Frans Angelo Antoine-Feill“, Sammelgrabmal Advokaten, Friedhof Ohlsdorf

In seiner privaten Zeit widmete sich Antoine-Feill den Künsten. Er besaß eine Gemäldegalerie, die zu den umfangreichsten Privatsammlungen in Hamburg zählte. Neben Bildern alter Meister, wie etwa von Rembrandt und Rubens, enthielt seine Sammlung Werke moderner Maler. Ab 1850 war Antoine-Feill für etwa 10 Jahre Vorsitzender des Hamburger Schachklubs, seit 1884 dessen Ehrenvorsitzender. Er schätzte auch die Musik und war 1896 an der Gründung des Vereins Hamburgischer Musikfreunde beteiligt.
Nach dem Ableben des Hamburger Kaufmanns Abraham Philipp Schuldt fungierte Antoine-Feill als dessen Testamentsvollstrecker. Er war vom 8. Oktober 1892 bis 4. April 1901 Vorstandsvorsitzender der Abraham Philipp Schuldt-Stiftung und gehörte dem Vorstand bis zu seinem Lebensende an.
Antoine-Feill verstarb in seinem Haus am Neuen Jungfernstieg. Die Beisetzung erfolgte unter großer Anteilnahme auf dem Friedhof der Hauptkirche St. Katharinen, der zu den Dammtorfriedhöfen gehörte. Antoine-Feills Kunstsammlung wurde nach seinem Tod versteigert.
Auf dem Ohlsdorfer Friedhof, im Bereich des Althamburgischen Gedächtnisfriedhofs nahe dem Haupteingang des Friedhofs, wird auf dem Sammelgrabmal Advokaten unter anderen an Heinrich Frans Angelo Antoine-Feill erinnert.

## Nachlasskataloge
- Katalog der ausgewählten und reichhaltigen Galerie alter Meister aus dem Nachlasse des Rechtsanwalt Herrn Dr. Heinrich Frans Angelo Antoine-Feill zu Hamburg: Gemälde von hervorragenden Meistern der deutschen, französischen, italienischen und niederländischen Schulen des XV-XVIII Jahrh. J. M. Heberle, Köln 1903 (Digitalisat).
- Katalog ausgewählter und hervorragender Gemälde und Aquarelle erster neuerer Meister, aus dem Nachlasse des Rechtsanwalt Herrn Dr. Heinrich Frans Angelo Antoine-Feill, zu Hamburg... der deutschen, französischen, italienischen... Schulen des XIX. Jahrh. J. M. Heberle, Köln 1903 (Digitalisat).